# České trio

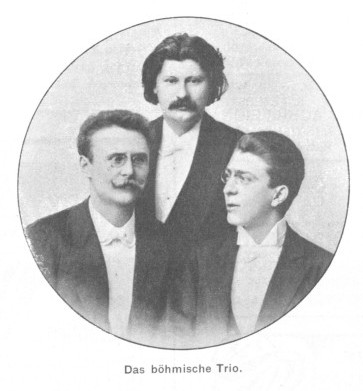
České trio r. 1900: Štěpán Suchý (vlevo), Karel Hoffmeister (uprostřed) a Bedřich Váška (vpravo)

České trio je v současnosti známo jako hudební soubor v klasickém obsazení (klavír, housle a violoncello). Je pokračovatelem tradiční české interpretace komorní hudby na světové úrovni.

## Historie
Tradice Českého tria započala před více než 110 léty a přestože České trio netrvalo kontinuálně, soudobí interpreti se ke svým zakladatelům hrdě hlásí.
České trio, sestava klavír, housle a violoncello, bylo prvně ustaveno v roce 1897, jeho zakladateli byli Vilém Kurz, Bohuslav Lhotský a Bedřich Váška, za vzor mělo České kvarteto. Po přechodném útlumu zaniklo trvale v roce 1901 odchodem Bohuslava Lhotského.
Soubor pod stejným jménem byl znovu založen roku 1899 v obsazení Karel Hoffmeister (klavír), Štěpán Suchý (housle) a Bedřich Váška (violoncello). Na violoncello hrál také Jan Burian (1900 až 1902) a Artur Krása (1903). Základem repertoáru vedle skladeb Bedřicha Smetany, Antonína Dvořáka byla i díla Vítězslava Nováka a Josefa Bohuslava Foerstera, z cizích Franze Schuberta, Fryderyka Chopina, Johannese Brahmse a Camille Saint-Saënse. Uspořádali řadu koncertů po českých městech i zájezdy do Vídně a Budapešti. Vedle Českého kvarteta byli součásti Českém komorního spolku v Praze. Trio zaniklo v roce 1903.
Stejnojmenný komorní soubor vznikl na pražské konzervatoři v roce 1905 a hráli v něm František Veselý (klavír), Alois Synek (housle) a Karel Kopecký (violoncello), činnost ukončil v roce 1908. Uspořádal koncertní zájezd v roce 1906 do Londýna, jinak vystupoval po českých městech, hlavně v Praze.
Roku 1920 bylo na pražské konzervatoři opět sestaveno trio stejného jména, tvořili ho Otakar Pařík (klavír), Bohuslav Šich (housle) a Oldřich Jiroušek (violoncello), od r. 1923 hrál violoncello Václav Kefurt. Do ukončení činnosti v roce 1926 uspořádali zájezdy do Francie a Itálie, kde představili svou všestrannost a předvedli tehdejší triové novinky. Jako jedni z prvních předvedli cyklus trií živě v roce 1924 v Českém rozhlase.
Komorní trio se stejným názvem vzniklo také v roce 1923 v sestavě Vladimír Polívka (klavír), Jan Gregor (housle) a Oldřich Jiroušek (violoncello). Po několika koncertech v ČSR odjeli do Spojených států severoamerických do Chicaga, odkud šířili hudbu českých skladatelů, hlavně Bedřicha Smetany, Antonína Dvořáka, Vítězslava Nováka, Zdeňka Fibicha a Josefa Suka. Aktivní vystupování ukončili roku 1925.
Mezi léty 1936 až 1945 působilo České trio ve složení Jan Heřman (klavír), Stanislav Novák (housle) a Ladislav Zelenka (violoncello).

## Novodobí
Roku 1945 bylo do Českého tria začleněno Smetanovo trio, výkonnými hudebníky a reprezentanty Českého tria se stali bývalí členové Smetanova tria. České trio od té doby hrálo ve složení Josef Páleníček (klavír), Alexandr Plocek (housle) a František Smetana (violoncello), po Smetanově odchodu zasedl k violoncellu Miloš Sádlo a později Alexandr Večtomov. Po odchodu Alexandra Plocka hráli housle Ivan Štraus a Jiří Tomášek.
V roce 1992 převzalo "štafetu" Českého tria generačně mladší ARS trio, které
roku 1984 založil syn klavíristy Josefa Páleníčka violoncellista Jan Páleníček se svým bratrem klavíristou Zdeňkem Páleníčkem (toho brzy nahradil Martin Ballý) a s houslistkou Danou Vlachovou. Omlazené České trio brzy prošlo změnami na postu klavíristy a v roce 1992 odešel i violoncellista Jan Páleníček.

## Přítomnost
Nyní je České trio složeno ze tří vynikajících interpretů, jsou to: Milan Langer (klavír), Dana Vlachová (housle) a Miroslav Petráš (violoncello). Všichni členové souboru patří k vynikajícím instrumentalistům a věnují se i sólovému vystupování. Potvrzují tak názor, že u komorního tria musí být všichni hráči nejen skvěle sehraným souborem, ale i vynikajícími sólisty. Členové tria působí i jako uznávaní pedagogové na Pražské konzervatoři nebo na AMU v Praze, kde předávají své bohaté koncertní zkušenosti studentům.
České trio je uznávaný soubor špičkových kvalit. Hostuje ročně na desítkách významných evropských koncertních pódiích, zajíždí se svým vystoupením i do Spojených států severoamerických a Japonska. Odborné kritiky oceňují u Českého tria především kompaktnost souboru, mistrovství a čistotu hudebního stylu, vroucnost a hloubku projevu i jeho spontánnost a temperament.

## Repertoár
Šíři repertoáru Českého tria dokumentují i čtyři poslední kompaktní disky pro firmu Arco Diva s nahrávkami stěžejních děl českého i světového repertoáru.
B. Smetana: Trio g moll op. 15, A. Dvořák: Dumky op. 90 (CD, Arco Diva 1999), 

P. I. Čajkovskij: Trio a moll op. 50, F. Mendelssohn-Bartholdy: Trio d moll op. 49 (CD, Arco Diva 2003), 

A. Dvořák: Trio f moll op. 65, J. Suk: Elegie op. 23, B. Martinů: Trio C dur /Grand/ (CD, Arco Diva 2004), 

S. Rachmaninov: Elegické trio č. 1 g moll, A. Dvořák: Trio B dur op. 21, J. Suk: Trio c moll op. 2, Elegie op.23 (CD, Arco Diva 2008).
- Repertoár mají mnohem širší a v jejich koncertní nabídce nechybí:

Bedřich Smetana: Trio g moll op. 15 (Moderato assai, Allegro, Ma non agitato, Presto), 

Antonín Dvořák: Dumky op. 90 (Lento maestoso, Poco adagio, Andante, Andante moderato, Allegro, Lento maestoso), 

Antonín Dvořák: Trio B dur op. 21 (Allegro molto, Adagio molto e město, Allegretto scherzando, Finale. Allegro vivace), 

Josef Suk: Trio c moll op. 2 (Allegro, Andante, Vivace), 

Bohuslav Martinů: Trio d moll (Allegro moderato, Andante, Allegro), 

Pavel Trojan: Klavírní trio č. 2 (2009) (Allegro risoluto, Allegro scherzando, Andante, Allegro), 

Jaroslav Krček: Hudba pro trio (Lento, Allegretto, Lento, Con fuoco), 

Piotr I. Čajkovskij: Trio a moll op. 50 (Pezzo elegiaco, Tema con Variazioni), 

Joseph Haydn: Trio G dur Hob. XV/25 (Andante, Poco adagio, Rondo all´Ongarese, Presto), 

Johannes Brahms: Trio c moll op. 101 (Allegro energico, Presto non assai, Andante grazioso, Allegro molto), 

Felix Mendelssohn-Bartholdy: Trio č. 1 d moll op. 49 (Molto allegro agitato, Andante con moto tranquillo, Scherzo. Leggiero e vivace, Finale. Allegro assai appassionato), 

Sergej Rachmaninov: Elegické trio č. 1 g moll.

## Historická obsazení
Česká tria hrála v těchto obsazeních (Klavír, housle, violoncello):
- 1897–1898

Vilém Kurz – Bohuslav Lhotský – Bedřich Váška
- 1899–1903

Karel Hoffmeister – Štěpán Suchý – Bedřich Váška, Jan Burian, Artur Krása
- 1905–1908

František Veselský – Alexandr Synek – Karel Kopecký
- 1920–1926

Otakar Pařík – Bohuslav Šich – Oldřich Jiroušek, Václav Kefurt
- 1923–1925

Vladímír Polívka – Jan Gregor – Oldřich Jiroušek
- 1936–1945

Jan Heřman – Stanislav Novák – Ladislav Zelenka
- 1945–1953

Josef Páleníček – Alexandr Plocek – Miloš Sádlo
- 1956–1960

Josef Páleníček – Alexandr Plocek – Alexandr Večtomov
- 1960–1973

Josef Páleníček – Ivan Štraus – Alexandr Večtomov
- 1973–1991

Josef Páleníček – Jiří Tomášek – Alexandr Večtomov, Marek Jerie
- 1992–1994

Norbert Heller – Dana Vlachová – Jan Páleníček
- 1994–1998

Milan Langer – Dana Vlachová – Jan Páleníček
- 1999 –

Milan Langer – Dana Vlachová – Miroslav Petráš